# Jesusa Vega
Jesusa Vega González, née en 1957, est une historienne de l'art espagnole, spécialisée dans les estampes.

## Biographie
Elle obtient un doctorat à l'université complutense de Madrid en 1987.
Elle poursuit ses études et fait ses recherches au sein du musée des beaux-arts de Boston puis à l'institut Warburg, à Londres.
Elle est directrice du musée Lázaro Galdiano à Madrid de 2006 à 2009 et enseigne l'histoire de l'art moderne et contemporain à l'université autonome de Madrid.
En 2008, elle prend part à la forte polémique lancée par le musée du Prado qui rejette la paternité du Le Colosse à Francisco de Goya, tandis qu'elle maintient que l'aragonais en est bien l'auteur.

## Publications
- La imprenta en Toledo: Estampas del Renacimiento, 1983 (Tolède, Instituto de Estudios Toledanos, rééd. 2010, Madrid, Ollero Editores)
- El aguafuerte en el siglo XIX: Técnica, carácter y tendencia de un nuevo arte, 1985 (Madrid, Real Academia de Bellas Artes de San Fernando)
- Origen de la litografía en España: El Real Establecimiento Litográfico, 1990 (Madrid, Fundación Casa de la Moneda)
- Fatales consecuencias de la guerra, por Francisco de Goya Pintor, 1992 (dans la collection « Francisco de Goya Grabador. Instantáneas. Desastres de la guerra », Madrid, Turner, lire en ligne[PDF])
- Museo del Prado: Catálogo de Estampas, 1992 (Madrid, Museo del Prado)
- Estudiar a los maestros : Velázquez y Goya, 2000
- La Guerra de la Independencia en la cultura española, 2008
- Arte, Lujo y Socianilidad: La Coleccion de Abanicos de Paula Florido, 2009
- Ciencia, arte e ilusión en la España Ilustrada, 2010 (Madrid, CSIC-Polifemo, lire en ligne)
- Pasado y tradición: La construcción visual del imaginario español en el siglo XIX, 2016 (Madrid, Polifemo)